# Harry Harris (regista)
Harry Harris (Kansas City, 8 settembre 1922 – Los Angeles, 19 marzo 2009) è stato un regista televisivo statunitense, tre volte nominato agli Emmy Award, premio che vinse nella categoria prime time nel 1982 per la regia dell'episodio televisivo To Soar and Never Falter (in italiano Spiccare il volo senza paura) della serie televisiva Saranno famosi (Fame) (1982-1983). È stato anche nominato come miglior regista di serie drammatica ai Directors Guild of America Award (1974).
È stato anche uno dei registi più prolifici nella serie Gunsmoke (1961-1966), dove diresse ben 64 episodi.

## Filmografia parziale
- Gunsmoke (1961-1966) - Serie Tv - 64 episodi
- Lost in Space (1966-1967) - Serie Tv - 5 episodi
- Kronos - Sfida al passato (The Time Tunnel) (1966–1967) - Serie TV
- La terra dei giganti (Land of the Giants) (1968-1970) - Serie Tv
- Il virginiano (The Virginian) (1970-1971) - Serie Tv - 3 episodi
- Una famiglia americana (The Waltons) (1972-1981) - Serie Tv - 40 episodi
- Saranno famosi (Fame) (1982-1983) - Serie Tv - 3 episodi
- Alice nel Paese delle Meraviglie (Alice in Wonderland) (1985) - Film Tv
- Falcon Crest (1982-1987) - Serie Tv - 32 episodi
- Magnum, P.I. (1985-1988) - Serie Tv - 6 episodi
- L'ispettore Tibbs (In the Heat of the Night) (1988-1995) - Serie Tv - 22 episodi
- Beverly Hills 90210 (1998) - Serie Tv - 2 episodi
- Settimo cielo (7th Heaven) (1996-2007) - Serie Tv - 35 episodi

## Premi e riconoscimenti
- Primetime Emmy Awards
  - 1982 - Migliore regia di una serie drammatica - Saranno famosi (Fame), episodio To Soar and Never Falter